# オットマール・フォン・モール

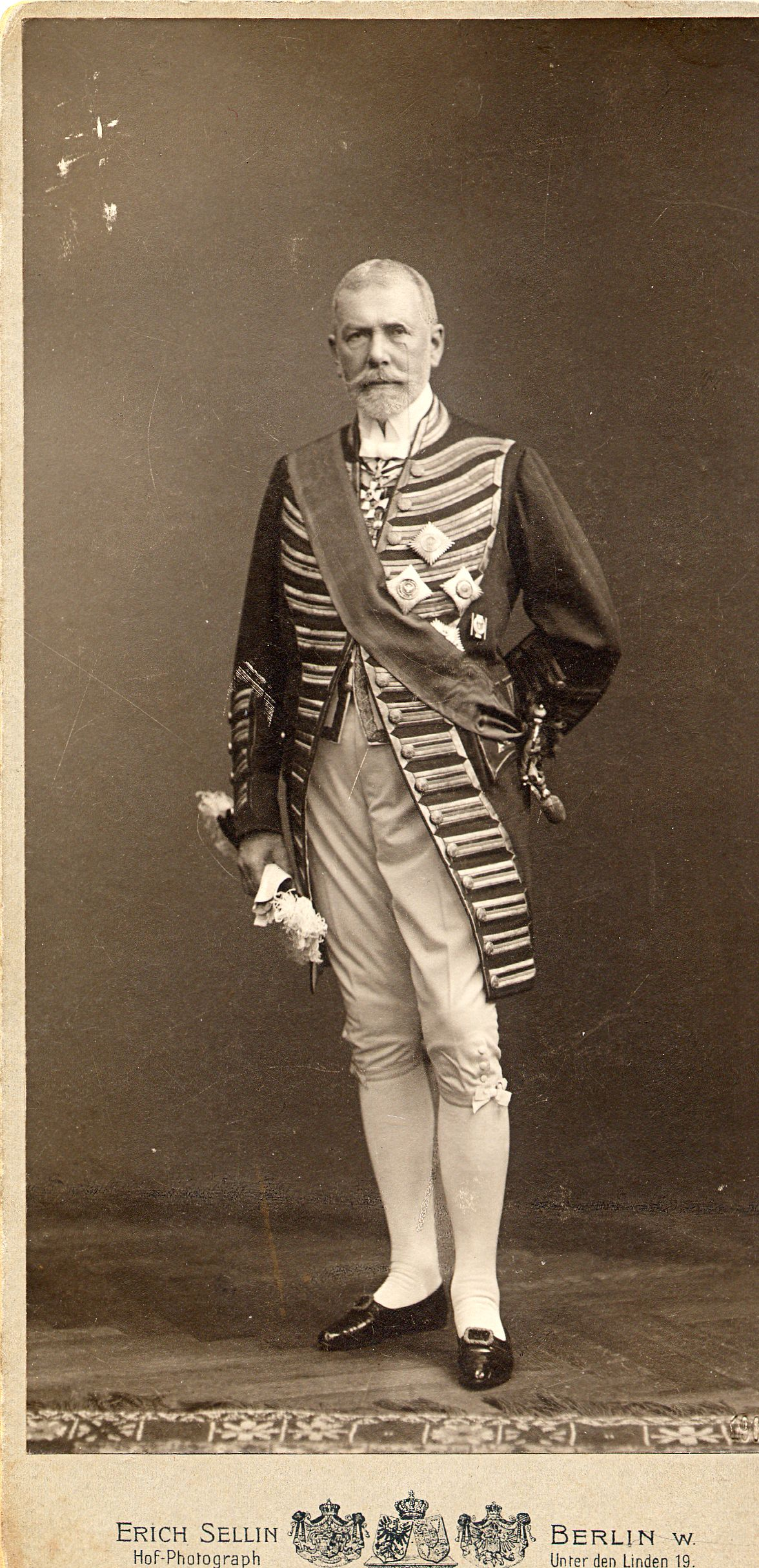
オットマール・フォン・モール

オットマール・フォン・モール（Ottmar von Mohl, 1846年1月17日 テュービンゲン - 1922年3月23日 ノイシュタット・アン・デア・オルラ Neustadt/Orla 近郊アルンスハウク城 Schloss Arnshaugk）は、ドイツの外交官であり、日本の政府顧問である。明治政府のお雇い外国人として1887年から2年間駐日し、宮中顧問官(式部官)を務めた。

## 生涯
1846年、ヴュルテンベルク王国テュービンゲンの議員ローベルト・フォン・モールの息子として生まれる。ドイツ連邦議会の議員となった父に伴いフランクフルトに転居し、地元のギムナジウムに通い、1864 年にバーデンのカールスルーエでギムナジウム卒業試験に合格後、ボン大学、ハイデルベルク大学, ミュンヘン大学で法律学を学んだ。
イギリス軍医であった母方叔父からインドや中国、クリミア半島の戦争などの話を聞いて外国への憧れを感じるようになり、1866年には北ドイツ連邦 の領事に応募。
テュービンゲン大学で法学を勉強し、1868年にバーデン大公国の第一次国家試験を合格し、同年ハイデルベルク大学で法学博士号を取得した。裁判所の研修生を経て、普仏戦争勃発の1870年にバイエルン王国ミュンヘン駐在バーデン大使館の研修生に応募し、プロイセン大使館の外交官補となった。戦後、1871年に米国ニューヨーク駐在ドイツ帝国総領事館一等書記官、1873年にシンガポール駐在ドイツ領事を務めた。
1873年にドイツ帝国の皇后アウグスタの枢密顧問秘書に任命される。その後、駐シンシナティ（1879年）、駐サンクトペテルブルク（1885年）のドイツ帝国領事を歴任する。
元ベルリン駐在日本公使青木周蔵と東京駐在ドイツ公使テオドール・フォン・ホルレーベンの紹介で、1887年から1889年にかけて、妻のワンダ・フォン・モール（元姓フォン・デア・グロウーベン伯爵）とともに、東京の宮内省の顧問になり、ヨーロッパの宮廷儀式を導入した。主な仕事はヨーロッパ宮廷の制度慣例集などの翻訳で、宮内相の個人秘書官長崎省吾とともに作業に当たった。そのほか宮内省や政府当局者へヨーロッパ宮廷と国家の制度の実情を説明し、日本の宮廷のあり方について助言した。単純な洋風化には批判的で、ハンガリーやロシアに倣い民族衣装の保護などを主張したが、欧風化政策を志向していた伊藤博文以下、明治政府の首脳とは対立することもあった。
帰国後はドイツ帝国外務省の第一人事部で正枢密顧問官に就任し、宮廷儀礼の専門家として活躍した。1897年から1917年まで、カイロのエジプト国家債務委員会にドイツ代表者として任務を果たしたが、1914年にエジプトの宣戦布告によって中断を余儀なくされた。
1905年に日本宮廷記、1921年に回想録を出版し、翌1922年に死去した。

## 家族
父親はローベルト・フォン・モール。叔父のフーゴー・フォン・モールは植物学者。義兄（姉の夫）にヘルマン・フォン・ヘルムホルツ。
妻のワンダ(1854-1910)は東プロイセンのポナリエンで政治家のアーサー・フォン・デア・グローベン(de:Arthur von der Groeben (Politiker))の娘として生まれ、1879年にオットマールと結婚した。ワンダの母方祖父にハノーファー王国軍人のヴィルヘルム・フォン・デルンベルク(de:Wilhelm von Dörnberg)がいる。ワンダは元宮廷女官で、フリードリヒ・カール・フォン・プロイセン (1828-1885)の娘たちマリー・フォン・プロイセン (1855-1888)とエリーザベト・アンナ・フォン・プロイセンに仕えた。
来日時は妻と幼い4人の子供、子供の女性家庭教師2人、侍女1人を帯同した。

## 著書
- Wanderungen durch Spanien （「スペインへの旅」） Leipzig: Duncker & Humblot 1878
- Am japanischen Hofe: Kammerherr Seiner Majestat des Kaisers und Königs Wirklicher Geheimer Legations-Rat （「日本の宮廷で」） Berlin: Reimer 1904
  - 金森誠也訳『ドイツ貴族の明治宮廷記』（新人物往来社、1988年／講談社学術文庫、2011年）、ISBN 9784062920889
- Lebenserinnerungen: 50 Jahre Reichsdienst （「自伝: 帝国のための50年間の任務」） 2 volumes. Leipzig: List 1920/22 (Vol 2: Ägypten （「エジプト」）